# 圖希 (內布拉斯加州)
圖希（英語：Touhy）是位於美國內布拉斯加州桑德斯縣的非建制地區。

## 歷史
圖希的郵局於1892年設立，其後於1956年停運。

## 地理
圖希所處的海拔為高於海平面464米（即1522英呎），而該地所採用的時區為UTC-6，即北美中部时区（CST）。同時該地設有夏令時間，為UTC-6調快一小時，即UTC-5（CDT）。